# Párizsi Máté
Párizsi Máté (latinul: Matthæus Parisiensis, angolul: Matthew Paris), (1200 körül – St Albans, 1259) a St Albans bencés apátság szerzetese, latin nyelven író középkori angol krónikaíró- és illusztrátor, kartográfus és irodalmár. Fő művei a Chronica Majora és a Historia Anglorum.

## Élete és működése

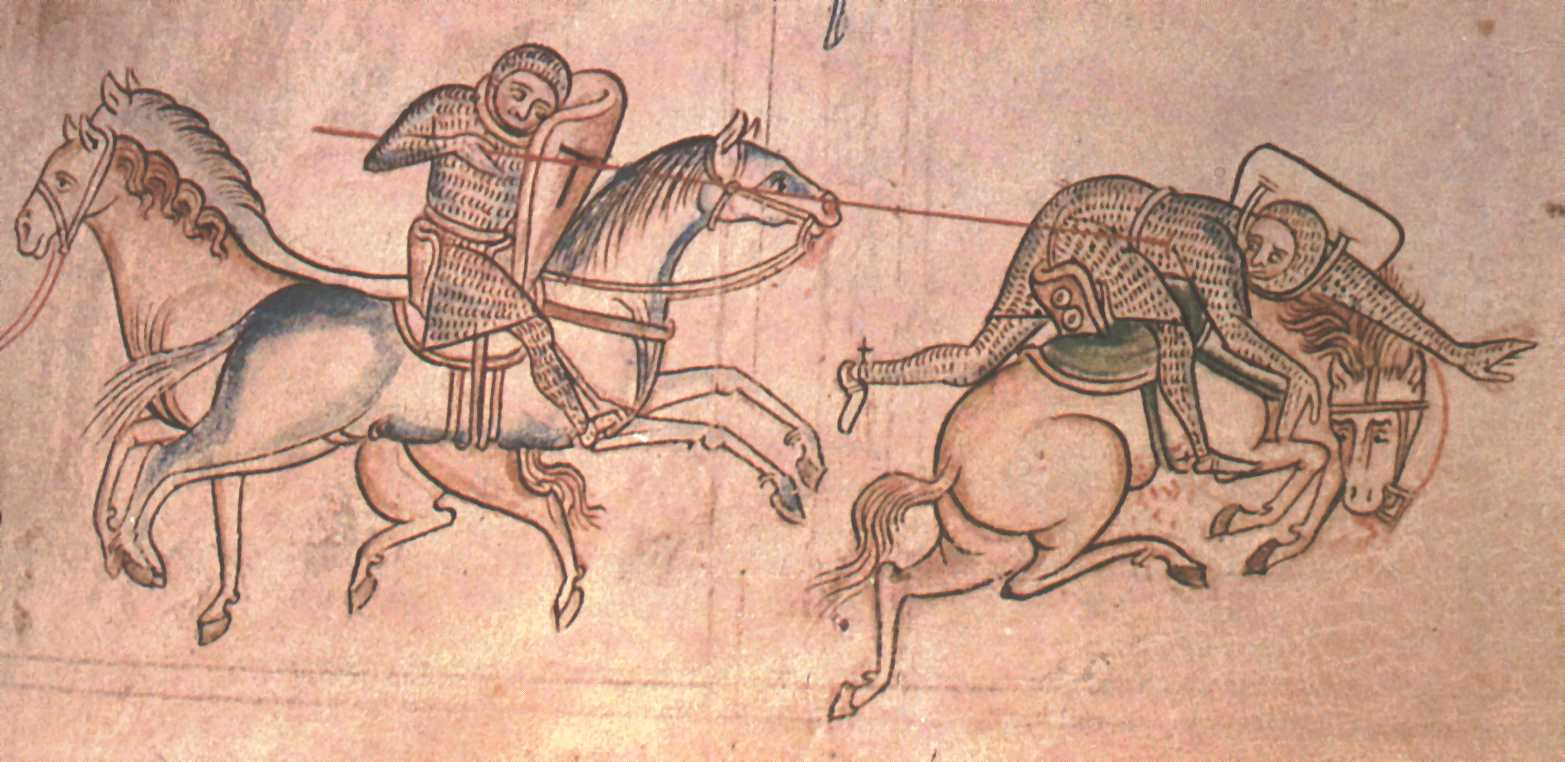
Matthew saját magáról készített krónikájába illusztrációkat

Életének első feléről szinte semmit nem tudunkː talán angol származású volt, tudott franciául és mellékneve alapján elképzelhető, hogy Párizsban kapott képzést. Első biztos adatunk tőle magától származikː 1217-ben vették föl a St Albans bencés apátságba. Elképzelhető, hogy nemesi családból származott, mivel otthonosan mozgott az előkelőek világában. 
1248-ban Norvégiába küldték, hogy IX. Lajos levelét vigye el IV. Haakon királynak. Haakon annyira megkedvelte, hogy rábízta a Trondheim melletti Nidarholm átszervezésének szuperintendánsi feladatait.
Ettől eltekintve életének jelentős részét apátságában töltötte, mely híres volt krónikaíróiról. 1236-ban megörökölte Roger of Wendover tisztségét, és így ő lett az apátság hivatalos krónikása. Ebben a minőségében nézte át Wendover munkáját, s egészítette ki az 1235 és 1259 közötti eseményekkel, illetve látta el általa festett képekkel. Az így született munka kapta a Chronica Maiora, azaz a Nagyobb Krónika nevet. A könyv híres arról is, hogy Máté saját magáról készített bele illusztrációkat, illetve lapszéli jegyzetekben fejezte ki pillanatnyi lelkiállapotát, véleményét.

## Fordítás
Ez a szócikk részben vagy egészben  a   Matthew Paris című angol Wikipédia-szócikk ezen változatának fordításán alapul.  Az eredeti cikk szerkesztőit annak laptörténete sorolja fel. Ez a jelzés csupán a megfogalmazás eredetét és a szerzői jogokat jelzi, nem szolgál a cikkben szereplő információk forrásmegjelöléseként.

### Magyar nyelvű forrás
- Szántó Konrád: A katolikus egyház története. Budapest: Ecclesia. 1987.  ISBN 9633634814
- Klaniczay Gábor (szerk.): Európa ezer éve: a középkor I-II. Budapest: Osiris. 2005.  ISBN 9633898196
- Krónikások = Krónikások – krónikák I-II. (I.: Róma utódai, V-X. század, II.: Az új évezredben, XI-XIII. század), Gondolat Kiadó, Budapest, 1960, 397 p.
- Martyn Radyː Hungary and the Golden Bull of 1222. Inː Banatica 24 - II (2014), 87–108 Online
- Az angol rendiség kialakulása. Részlet Párizsi Máté Krónikájából. Középkori egyetemes történeti szöveggyűjtemény. Szerk. Sz. Jónás Ilona. Osiris Kiadó, Budapest, 1999. Online elérés